# Stokksnes
Stokksnes ist eine Landzunge im Südosten Islands.
Sie liegt 12 Kilometer östlich von Höfn í Hornafirði unterhalb des Berges Vestrahorn. Auf der Landzunge steht noch ein Leuchtturm. Im Jahr 1955 errichteten die Amerikaner hier eine große Radarstation, die dann auch von der NATO genutzt wurde. Inzwischen sind die meisten Militärgebäude wieder abgerissen. 